# Danielle Macdonald
Danielle Louise Macdonald (Sídney, 19 de mayo de 1991), conocida por los nombres de Danielle Macdonald o Louise Macdonald, es una actriz, guionista y productora australiana.

## Biografía
Macdonald nació en Sídney. Asistió al Instituto Australiano de Artes Escénicas en Naremburn, Nueva Gales del Sur. Cuando tenía 18 años, se mudó a Hollywood para seguir su carrera como actriz.

### Carrera
Danielle originalmente fue contratada para el papel de Becca Huffstatter en la serie dramática de ABC Huge, pero su visa no llegó a tiempo y no pudo cumplir el papel. Su primer largometraje fue The East, que se estrenó en el Festival de Cine de Sundance 2013.
Macdonald es conocida por su papel protagonista como Alice Manning en la película criminal de 2014 Every Secret Thing, junto a Dakota Fanning, Diane Lane y Elizabeth Banks. Katherine Pushkar de New York Daily News escribió: "La película en realidad pertenece a Danielle Macdonald, efectiva como Alice cruel y celosa". Macdonald también tuvo un papel secundario en la película Trust Me.
En 2016, apareció en el final de temporada de American Horror Story: Roanoke como Bristol Windows. Al año siguiente, Macdonald, protagonizó la película dramática Patti Cake, en Nueva Jersey.
En diciembre de 2017, Macdonald apareció en la serie de comedia de Netflix Easy, interpretando el papel de una adolescente que toma represalias contra sus ricos padres cuando la obligan a ir a la iglesia todas las semanas.
En 2018, Macdonald apareció en dos películas de Netflix, junto a Jennifer Aniston en la adaptación de la novela juvenil Dumplin ', de Julie Murphy; y Bird Box como Olympia, una mujer embarazada que intenta sobrevivir a la llegada de seres sobrenaturales que hacen que las personas quieran suicidarse una vez que lo ven. También interpretó a Julie en el cortometraje ganador de un Oscar, Skin.

## Filmografía

### Cine
| Año  | Título                     | Papel                       | Director         |
| ---- | -------------------------- | --------------------------- | ---------------- |
| 2010 | The Thief                  | Cashier                     | Rachel Weisz     |
| 2013 | The East                   | Tess                        | Zal Batmanglij   |
| 2013 | Trust Me                   | Delia                       | Clark Gregg      |
| 2014 | Every Secret Thing         | Alice Manning               | Amy J. Berg      |
| 2015 | Tortoise                   | Terry                       | Jean Lee         |
| 2017 | Patti Cake$                | Patricia "Patti" Dombrowski | Geremy Jasper    |
| 2017 | Lady Bird                  | Olivia                      | Greta Gerwig     |
| 2018 | Skin                       | Christa                     | Guy Nattiv       |
| 2018 | Skin                       | Julie Price                 | Guy Nattiv       |
| 2018 | Bird Box                   | Olympia                     | Susanne Bier     |
| 2018 | Dumplin'                   | Willowdean Dickson          | Anne Fletcher    |
| 2019 | Paradise Hills             | Chloe                       | Alice Waddington |
| 2019 | Extracurricular Activities | Becky Wallace               | Jay Lowi         |
| 2019 | I Am Woman                 | Lilian Roxon                | Unjoo Moon       |
| 2020 | Falling for Fígaro         | Millie                      | Ben Lewin        |
| 2021 | French Exit                | Madeleine                   | Azazel Jacobs    |

### Televisión
| Año       | Título                         | Papel           | Notes                                  |
| --------- | ------------------------------ | --------------- | -------------------------------------- |
| 2011      | Glee                           | Chica 1         | Episodio"Born This Way"                |
| 2013      | Newsreaders                    | Pam Bell        | Episodio: "Fit Town, Fat Town"         |
| 2014      | Pretty Little Liars            | Cathy Perez     | Episodio: "Whirly Girly"               |
| 2014      | Toolies                        | Sarah Craig     | 5 Episodios                            |
| 2015      | 2 Broke Girls                  | Ashlin          | Episodio: "And the Knock-Off Knockout" |
| 2015      | The Middle                     | Amy RA          | Episodio: "Cutting the Cord"           |
| 2016      | American Horror Story: Roanoke | Bristol Windows | Episodio: "Chapter 10"                 |
| 2017      | The Rachels                    | Ashley          |                                        |
| 2017–2019 | Easy                           | Grace           | 2 Episodios                            |
| 2019      | Unbelievable                   | Amber           | 7 Episodios                            |
| 2022      | The Tourist                    | Helen Chambers  |                                        |